# Croatas blancos

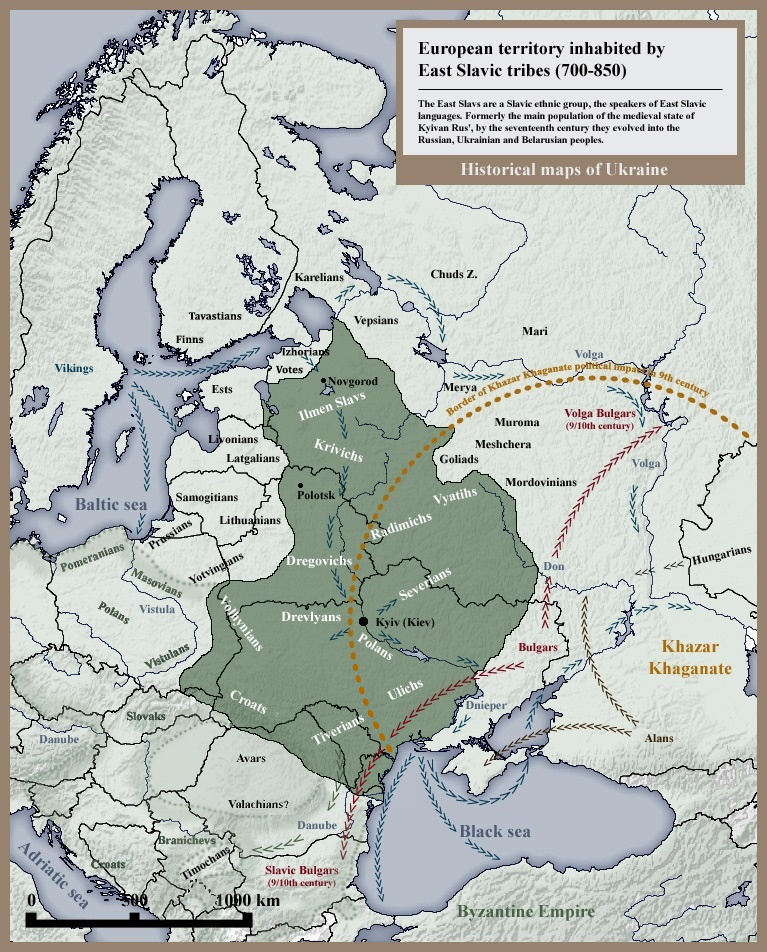
Territorio europeo habitado por eslavos occidentales y eslavos orientales alrededor del 700-850 d. C.

Croatas blancos (en croata: Bijeli Hrvati; en polaco: Biali Chorwaci; en checo: Bílí Chorvati; en ucraniano: Білі хорвати, romanizado: Bili khorvaty), o simplemente conocidos como croatas, eran un grupo de tribus eslavas tempranas que vivían entre otras tribus eslavas occidentales y orientales en el área de la actual Pequeña Polonia, Galicia (al norte de los Cárpatos ), Ucrania occidental y el noreste de Bohemia. Fueron documentados principalmente por autores medievales extranjeros y lograron preservar su nombre étnico hasta principios del siglo XX, sobre todo en la Pequeña Polonia. Se considera que fueron asimilados a las etnias checa, polaca y ucraniana, y son uno de los antecesores de los rusinos. En el siglo VII, algunos croatas blancos emigraron de su tierra natal, la Gran Croacia Blanca, al territorio de la actual Croacia en el sureste de Europa a lo largo del mar Adriático, formando los ancestros del grupo étnico croata eslavo del sur.

## Etimología
En general, se cree que el etnónimo croata —Hrvat, Horvat y Harvat— etimológicamente no es de origen eslavo, sino un préstamo de las lenguas iraníes. Según la teoría más plausible de Max Vasmer, deriva de *(fšu-)haurvatā- (guardián del ganado), más correctamente proto-osetio / alaniano * xurvæt- o * xurvāt-, en el sentido de "el que guarda" ("guardián, protector").

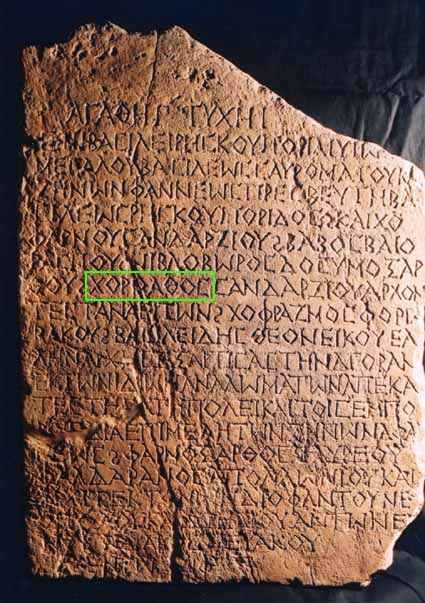
Tablillas B de Tanais que contienen el nombre Χοροάθος (Horoáthos).

Se considera que el etnónimo se atestigua por primera vez en los antropónimos Horoúathos, Horoáthos y Horóathos en las dos Tablillas de Tanais, encontradas en la colonia griega de Tanais a orillas del Mar de Azov a fines del siglo II y principios del III d. C., en el momento cuando la colonia fue rodeada por sármatas de habla iraní. Sin embargo, la aceptación de cualquier etimología no eslava es problemática porque implica una relación de etnogénesis con el grupo étnico específico. No hay mención de una tribu iraní llamada Horoat en las fuentes históricas, pero no era raro que las tribus eslavas obtuvieran sus nombres tribales de los antropónimos de sus antepasados y jefes de la tribu, como en el caso de los checos Dulebes, Radimichs y Vyatichi.
Cualquier mención de los croatas antes del siglo IX es incierta, si bien hubo varios intentos aislados de rastreo; Struhates, Auhates y Krobyzoi por Herodotus, Horites por Orosius en 418 AD, y Harus (forma original Hrws, algunos leen Hrwts; Hros, Hrus ) en el mar de Azov, cerca de las míticas amazonas, mencionadas por Zacharias Rhetor en 550 d. C. Los Hros se relacionan por algunos on el etnónimo de la gente de Rus. La distribución del etnónimo croata en forma de topónimos en los siglos posteriores se considera apenas accidental porque está relacionada con las migraciones eslavas a la Europa Central y del Sur.
El epíteto "blanco" para los croatas y su tierra natal está relacionado con el uso de colores para los puntos cardinales entre los euroasiáticos. Es decir, significaba "croatas occidentales", o "croatas del norte", en comparación con las tierras de los Cárpatos orientales donde vivían antes. El epíteto "grande" significaba probablemente una patria "vieja, antigua" o "antigua", para los croatas blancos y los croatas cuando eran recién llegados a la provincia romana de Dalmacia.
Aunque las primeras tribus croatas medievales a menudo son denominadas croatas blancos por los especialistas, existe una disputa académica sobre si es un término correcto, ya que algunos eruditos diferencian las tribus según regiones separadas y que el término implica solo a los croatas medievales que vivían en la Europa Central.